# Teorema di Kneser-Milnor
In matematica, e più precisamente in topologia, il teorema di Kneser-Milnor è un teorema centrale nello studio delle 3-varietà. L'enunciato è analogo al teorema fondamentale dell'aritmetica, con "numero intero" e "prodotto" sostituiti da "3-varietà" e "somma connessa". La dimostrazione è dovuta ai matematici Hellmuth Kneser e John Milnor.

## Enunciato
Il teorema di Kneser-Milnor asserisce il fatto seguente.
Ogni 3-varietà compatta orientabile {\displaystyle M} diversa dalla sfera {\displaystyle S^{3}} può essere ottenuta come somma connessa di 3-varietà prime {\displaystyle N_{1},\ldots ,N_{k}} diverse da {\displaystyle S^{3}}:
{\displaystyle M=N_{1}\#\ldots \#N_{k}.}
Le {\displaystyle k} varietà prime {\displaystyle N_{i}} sono inoltre univocamente determinate da {\displaystyle M}.
L'enunciato ha la stessa forma del teorema fondamentale dell'aritmetica. La sfera {\displaystyle S^{3}} gioca il ruolo del numero 1 per gli interi, cioè dell'elemento neutro rispetto all'operazione di somma connessa.

## Dimostrazione
L'esistenza di una decomposizione in fattori primi è dovuta a Hellmuth Kneser, che la dimostrò negli anni trenta introducendo uno strumento che è stato successivamente ampiamente usato per le 3-varietà: le superfici normali.
L'unicità è stata quindi dimostrata da John Milnor nel dopoguerra.